# Ravensberg (zamek)
Ravensberg – zamek położony w pobliżu Borgholzhausen w Niemczech, w kraju związkowym Nadrenia Północna-Westfalia, w Lesie Teutoburskim. Zbudowany w XI w. do połowy XIV w. był siedzibą hrabiów Ravensbergu.

## Historia
Budowę zamku zaczął prawdopodobnie ok. 1070 lub 1080 Herman, hrabia Calvelage, protoplasta rodu hrabiów Ravensbergu i zięć księcia Bawarii Ottona II z Northeimu. Najstarsza znana źródłowa wzmianka o zamku pochodzi z 1141 i wymienia także hrabiego Ravensbergu. Pierwszym i głównym elementem zamku był donżon zbudowany na planie kropli. Prawdopodobnie hrabia Otto I rozbudował zamek dodając kolejne zabudowania otoczone murem. Na przełomie XII i XIII w. dodano drugą wieżę od strony zachodniej. Ród hrabiów Ravensbergu wymarł w 1346 i hrabstwo wraz z zamkiem przeszło w ręce hrabiów Bergu i przestał pełnić funkcję rezydencji.
Podczas wojny trzydziestoletniej kilkakrotnie był oblegany i zdobywany. W 1673 zniszczyły go wojska biskupa Münsteru. W 1695 z powodu popadania budowli w ruinę opuścili zamek ostatni urzędnicy. W XVIII w. ruiny służyły jako źródło budulca. Proces ten zahamowano w 1836, gdy prezydent pruskiej prowincji Westfalii, Ludwig von Vincke zdecydował o zabezpieczeniu pozostałości, a na szczycie wieży zbudowano platformę widokową. Zamek stał się popularnym celem wycieczek. Pod koniec lat 60. XIX w. jeden ze zrujnowanych budynków pod wieżą zastąpiono nowym, mieszczącym zajazd (przejął od poprzedniego budynku nazwę Forsthaus).
Choć II wojnę światową zamek przetrwał bez szwanku, stopniowo podupadał. W 2004 od rządu krajowego przejęła go fundacja Stiftung Burg Ravensberg. Na zamku przeprowadzono badania archeologiczne, a zabudowania odremontowano. 

## Stan obecny
Głównym elementem zamku jest średniowieczna wieża, o wysokości ok. 20 m, stanowiąca punkt widokowy. XIX-wieczny Forsthaus mieści restaurację. Ponadto zachowały się resztki murów i innych zabudowań zamkowych.

## Galeria

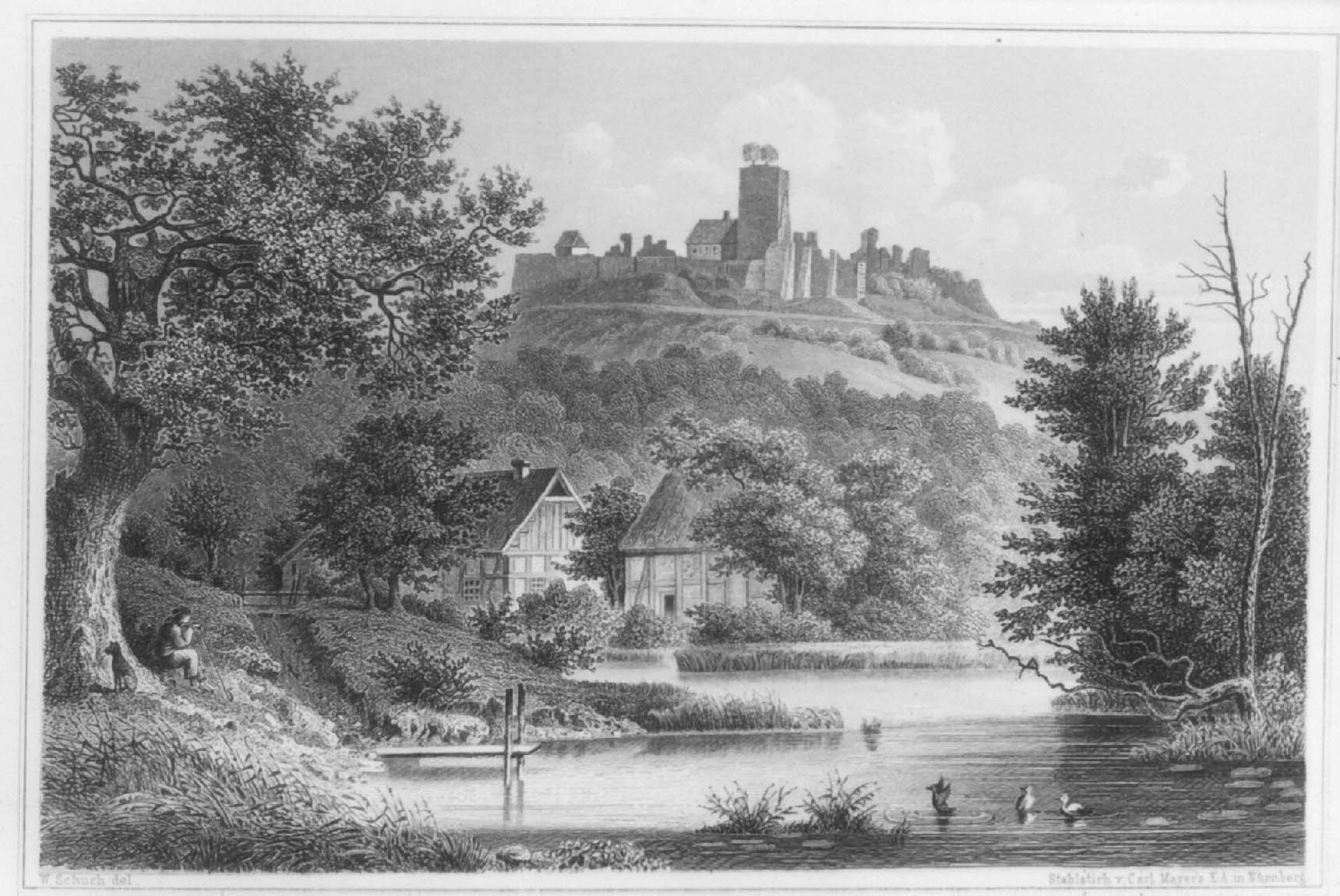
Widok zamku z 1850
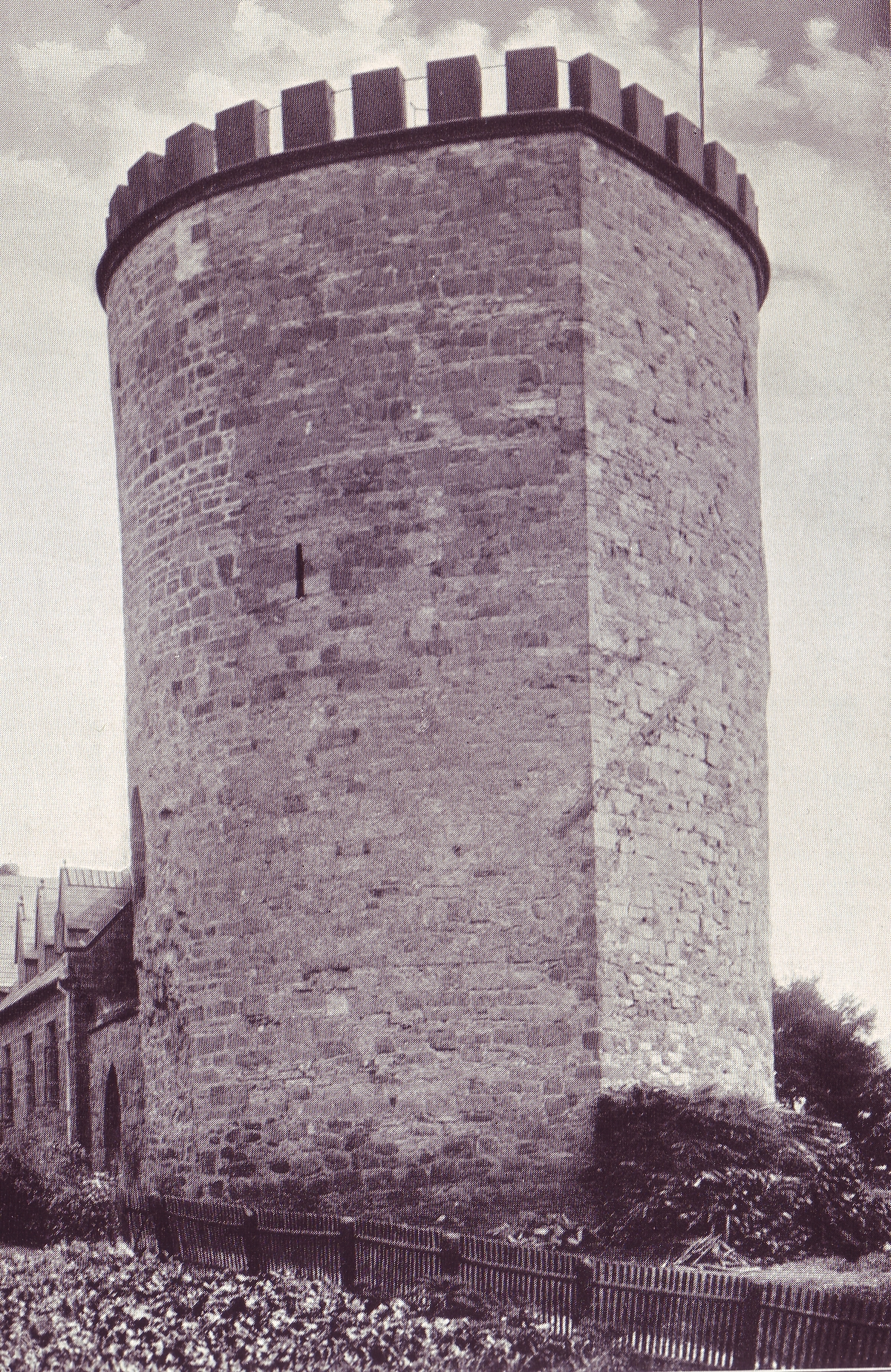
Wieża zamkowa w 1897
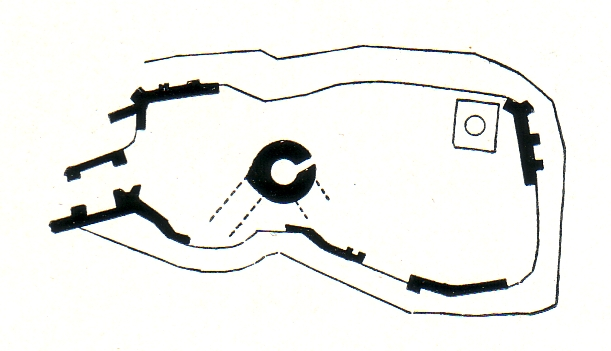
Plan zamku z 1909